# Ténarèze

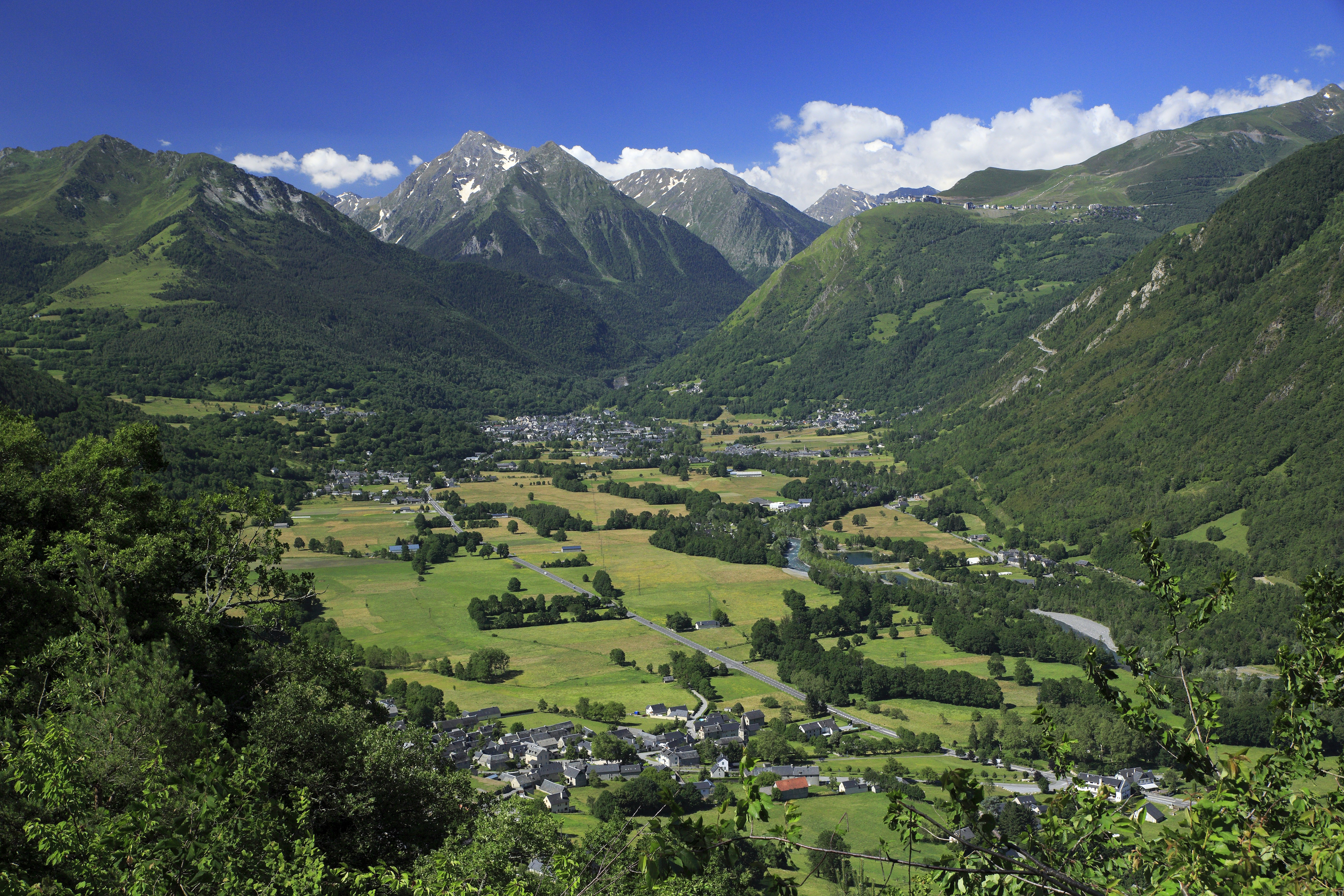
Vallée d’Aure bei Saint-Lary-Soulan

Der Begriff Ténarèze bezeichnet einen bzw. mehrere prähistorische bzw. antike und mittelalterliche, vorwiegend im Sommer und Frühherbst im Rahmen der Transhumanz genutzte Viehtriftwege im Südwesten Frankreichs. Heute werden die Wege in den Pyrenäen als Wanderwege genutzt.

## Etymologie
Der Ursprung des Namens Ténarèze ist unbekannt; manche halten eine Ableitung aus dem lateinischen Iter Cesarum („Weg Caesars“) für wahrscheinlich. Heute bezeichnet er u. a. einen französischen Wahlkreis (Kanton Armagnac-Ténarèze) und ein Teilanbaugebiet der für den Anbau der Armagnac-Weine zugelassenen Flächen (Ténarèze viticole). 

## Verlauf
Der Verlauf der Wegstrecken lässt sich geografisch nicht genau ermitteln. Sie begannen im Raum Bordeaux und führten südwärts durch die heutigen Départements Gironde, Landes und Gers bis in die immergrünen Hochtäler der Pyrenäen (z. B. in das Vallée d’Aure, das Vallée de Tramezaïgues oder das Vallée du Rioumajou). Der Weg endete manchmal südlich des ca. 2400 m hohen Col d’Urdiceto (auch Col d’Ourdissétou) auf spanischer Seite. Ein wichtiges Durchgangsgebiet war das Umland von Saint-Lary-Soulan.